# Lago del Brasimone
Il lago del Brasimone (noto anche coi nomi di bacino delle Scalere e bacino del Brasimone) è un lago artificiale situato sull'Appennino bolognese lungo il torrente Brasimone, nel territorio comunale di Camugnano  ed è inserito all'interno del Parco regionale dei laghi Suviana e Brasimone.

## Storia
All'inizio del XX secolo la realizzazione dell'invaso fu presa in considerazione a causa della crescente domanda di energia elettrica per usi domestici e industriali da parte della città di Bologna.
Il progetto, nato da un'intuizione dell'ing. Fausto Baratta, fu presentato al Genio Civile il 24 aprile 1906.
Nel 1910, la Società Bolognese di Elettricità (SBE), per conto della Società Strade Ferrate Meridionali di Firenze, avviò i lavori per la costruzione della diga nei pressi del mulino delle Scalere, dove la valle del Brasimone si restringeva e il torrente formava una suggestiva serie di salti, mentre contemporaneamente più a valle si edificò la centrale idroelettrica di Santa Maria, nei pressi dell'omonima antica chiesetta.
Il 27 aprile 1910 furono terminati i lavori di scavo, mentre il 1 novembre 1911, dopo soli 15 mesi e con l'impiego di circa 1200 manovali, la diga era ultimata e si allacciarono le strade che correvano sulle due sponde.
La realizzazione del progetto portò un nuovo assetto del territorio e a notevoli trasformazioni del paesaggio, ma consentì di realizzare il passaggio di una nuova strada che collegava Castiglione a Riola passando per Camugnano, consentendo di raggiungere la Porrettana e la ferrovia Bologna-Pistoia.
Nel 1917 un ulteriore sbarramento sul Brasimone sarà posto a valle di Castiglione dei Pepoli con la costruzione della diga di Santa Maria, alta 23 metri e costruita dall'impresa Arturo Pagani a servizio della centrale idroelettrica di Le Piane.
Negli anni 70, le acque del Brasimone furono messe in contatto con il sottostante Lago di Suviana, tramite la costruzione di due imponenti condutture e al sistema di pompaggio della centrale idroelettrica di Bargi.
Nello stesso periodo, sulla sua costa sud-orientale sorse il Centro Ricerche Brasimone dell'ENEA nel quale, secondo un progetto italo-francese sui reattori nucleari veloci al sodio, doveva sorgere un reattore per la sperimentazione scientifica PEC (Prova Elementi di Combustibili), un reattore veloce refrigerato a sodio liquido concepito per la sperimentazione del comportamento degli elementi di combustibile. I lavori iniziarono nel 1972 ma, in seguito all'incidente di Chernobyl (1986) e alla volontà politica maturata dopo i referendum abrogativi del 1987, iniziò un processo di riconversione e rifinalizzazione sia delle risorse disponibili che delle competenze professionali.
Nel 1995 l'area è stata inserita nel contesto del Parco regionale dei laghi Suviana e Brasimone.

## Geologia e idrologia
Le gole che il torrente Brasimone ha inciso, per un lungo tratto, ai piedi del versante occidentale del Monte Gatta, sono una peculiare morfologia erosiva approfondita nelle arenarie torbiditiche della Formazione di Castiglione dei Pepoli.
L’alternanza tra litotipi arenaceo‑marnosi, solidi e scarsamente erodibili, e altri argillosi, ha favorito l’impostazione del bacino idroelettrico artificiale del Brasimone con la diga di ritenuta delle acque fondata su consistenti affioramenti rocciosi arenaceomarnosi, e con l’invaso sviluppato nella retrostante fascia argillosa. Il bacino di alimentazione è compreso interamente in terreni arenaceo‑marnosi saldi, carattere questo che inibisce l'erosione conferendo garanzie di lunga durata al bacino idroelettrico.
II lago raccoglie anche le acque del rio Torto, che vi affluisce sempre dalla zona fra il Monte Calvi ed il Monte Casciaio.

## Ambiente
L'incisione valliva nella quale sorge il lago, affiora all'interno di un bosco misto con querce, castagno, frassino, carpino.

## Fauna
Tra i mammiferi la specie più rappresentativa è senza dubbio il cervo, tornato ad abitare queste montagne da alcuni decenni, grazie ad una reintroduzione oparata dal Corpo Forestale dello Stato nel 1958 e nel 1965 nell'alto Pistoiese. Piuttosto comune è un altro ungulato, il cinghiale, che lascia quasi ovunque le inconfondibili tracce del suo passaggio. Più rari ed elusivi sono il capriolo e il daino. Degna di nota è la comparsa sporadica del lupo, tornato ad abitare l'Appennino settentrionale solo dagli anni '80.
Negli corso degli anni sono state introdotte varie specie ittiche che si sono adeguate perfettamente all'habitat del lago; prevalentemente carpe, persici, trote e cavedani. La pesca è regolamentata dall'Ente di Gestione per i Parchi e la Biodiversità Emilia orientale.

## Caratteristiche della diga
La diga è del tipo a gravità, con un coronamento di 158 metri a 846 metri sul livello del mare, ha un'altezza di 35 metri ed è stata costruita con pietrame del luogo. È opera dell'ing. Angelo Omodeo, all'esordio di una luminosa carriera di "mago delle acque".
Il complesso cantiere per la costruzione della diga fu diretto da Amilcare Toscani, stretto collaboratore del progettista.
Il materiale principale utilizzato è la pietra lavorata dagli scalpellini di Montovolo, preferita in questo caso al cemento armato.

## Turismo e attività sportive
Il lago è una meta molto amata sia per villeggiatura che per lo sport all'aria aperta, in particolare è molto frequentato da chi pratica triathlon. Qui si svolgono infatti ogni anno diverse manifestazioni e gare di triathlon anche di rilievo internazionale.
Al Brasimone si può fare una sosta in un'area camper dedicata, dove si può trascorrere una magica notte stellata sulle rive del lago.

## Curiosità
II progetto dell'impianto artificiale dell'ing.Fausto Baratta (già noto per aver progettato l'impianto del Lagastrello e del Ceno-Taro), fu inizialmente accolto con perplessità, ma quando la costituitasi società del Brasimone iniziò i lavori, risultò che le previsioni del Baratta erano esatte. La società che si era impegnata a acquistare tutta l'energia producibile, preoccupata delle forti spese da incontrarsi, ricorse ad un istituto bancario e tutte le azioni vennero assorbite con altissimo premio dei cedenti. Baratta con quel guadagno iniziò la costruzione dell'acquedotto della città della Spezia del quale aveva vinto il concorso pubblico, e dell'annessa centrale idroelettrica di Bagnone che doveva alimentarlo.
L'ing. Angelo Omodeo, incaricato della costruzione della diga, coerentemente alle sue idee socialiste, applicò qui, per la prima volta in Italia, la giornata lavorativa di otto ore.